# Gare de Zolotonocha II
 (février 2023).
Si vous disposez d'ouvrages ou d'articles de référence ou si vous connaissez des sites web de qualité traitant du thème abordé ici, merci de compléter l'article en donnant les références utiles à sa vérifiabilité et en les liant à la section « Notes et références ».
La gare de Zolotonocha II  (ukrainien : Золотоноша II) est une gare ferroviaire située dans la ville de Zolotonocha en Ukraine.